# Тип 75 (РСЗО)
130-мм РСЗО тип 75 (яп. 75式130mm自走多連装ロケット弾発射機 нана-го-сики хяку-сандзю: мири дзисо: тарэнсо: рокэттодан хассяку) — японская реактивная система залпового огня.

## История
РСЗО разработана компанией «Ниссан» в середине 1970-х годов и принят на вооружение в 1978 году с двумя типами неуправляемых реактивных снарядов (с осколочно-фугасной боевой частью и кассетный с осколочными элементами).
В дальнейшем, для РСЗО началась разработка кассетного боеприпаса, снаряженного противотанковыми минами.
На пятнадцати таких ракетных системах было установлено метеорологическое оборудование (в основном для определения направления и силы ветра), и из этих РСЗО был составлен аэровоздушный дивизион. По состоянию на 2001 год в строю был 61 экземпляр (из них 13 в аэровоздушном дивизионе). На 2008 год насчитывалось только 20 подобных РСЗО, постепенно они заменяются американскими РСЗО M270.

## Описание
РСЗО построено на шасси гусеничного бронетранспортёра тип "73", сборкой которого занималась компания «Комацу», на котором установлен пакет из 30 направляющих сотового типа производства «Ниссан». Механизмы наведения имеют электрический и ручной приводы.
130-мм реактивные снаряды к РСЗО имеют длину 1856 мм и массу 43 кг (из которых 15 кг составляет масса боевой части).
Длительность одного ракетного залпа составляет 12 секунд, дальность поражения — до 15 км.

## На вооружении
- Япония[1]